# Lúcio Júnio Pulo (cônsul em 249 a.C.)
Lúcio Júnio Pulo (m. 249 a.C.; em latim: Lucius Iunius Pullus) foi um político da gente Júnia da República Romana eleito cônsul em 249 a.C. com Públio Cláudio Pulcro.

## Consulado (249 a.C.)

Teatro de operações da Primeira Guerra Púnica entre 250 e 249 a.C..
Território siracusano
Território cartaginês
Territórios romanos
1. A caminho de Lilibeu, os romanos tomam Heracleia Minoa e Selinunte (250 a. C.).
2. Ataque naval romano a Lilibeu abortado (250 a. C.).
3. Depois da derrota em Lilibeu, os romanos cercam Érice (250 a. C.).
4. Derrota naval romana em Drépano (249 a. C.).

Foi eleito cônsul com Públio Cláudio Pulcro em 249 a.C., o décimo-sexto ano da Primeira Guerra Púnica. A frota comandada pelos dois cônsules foi completamente destruída por uma tempestade por que, segundo os relatos tradicionais, Pulo não teria dado atenção aos auspícios negativos. Provavelmente, a razão real foi que, com medo de ser interceptado pelas naus cartaginesas, o cônsul atracou numa costa rochosa perto de Camarina. Pego num ancoradouro perigoso e desprotegido, a sua frota foi completamente destruída.
Depois da desastrosa derrota da frota de Cláudio Pulcro na Primeira Batalha de Drépano, na qual seus colegas de frota foram quase completamente destruídos pela marinha cartaginesa, Pulcro foi reconvocado à Roma e multado por sua incompetência. A frota do próprio Pulo foi em seguida destruída numa tempestade e pelos constantes ataques pelas naus cartaginesas. Segundo as crônicas, o desengano resultante da destruição de sua frota levou Lúcio Júnio Pulo a se suicidar para não ter que retornar à Roma em desgraça como seu colega havia feito.